# 毛先舒
毛先舒（1620年—1688年），字稚黃，浙江杭州府錢塘縣人，明末清初文學家。

## 生平
生於明光宗泰昌元年（1620年），自幼聰慧過人，十歲能作文，十八歲時著《白榆堂詩》，受教於劉宗周、陳子龍。與毛奇齡、毛際可合稱“三毛”，時人稱“浙中三毛，文中三豪”。康熙二十七年（1688年）逝世，享年六十九歲。
毛先舒有一女毛媞，同為詩人。